# Le Genest-Saint-Isle
Le Genest-Saint-Isle est une commune française, située dans le département de la Mayenne en région Pays de la Loire, peuplée de 2 127 habitants.
La commune fait partie de la province historique du Maine, et se situe dans le Bas-Maine.

## Géographie
Le Genest est une localité au sein du bocage mayennais. Elle est associée à la petite commune voisine de Saint-Isle depuis 1973.
| - OpenStreetMap Limite communale |

### Le Genest-Saint-Isle
Le Genest-Saint-Isle est situé à 92 mètres d'altitude, à 11 kilomètres de Laval et à 7 kilomètres de Loiron, chef-lieu de canton. Son territoire couvre 1 557 hectares.
Ce territoire accidenté — qui est bordé par le Vicoin — se trouve limité, à l'est et à l'ouest, par deux affluents du Vicoin. L'altitude varie, du sud au nord, de 96 à 167 mètres. En 1696, un huitième de sa superficie était couvert de landes. Neuf métairies qui faisaient valoir « de bonnes terres et de bons prés », produisaient du seigle, de l'avoine et du sarrasin et récoltaient également des pommes. L'abbé Angot note que cette récolte de pommes fut très abondante en 1628 et qu'en janvier 1629 « on en voyait encore beaucoup dans les arbres et dessous ». Le Genest recensait 49 fermes en 1843. De nos jours, la commune vit au milieu de ses nombreux pâturages. Les agriculteurs s'adonnent à la pratique de la polyculture et à l'élevage des bovins et des porcins. Jadis, ses anciennes mines d'or et d'antimoine de La Lucette lui ont fait connaître une grande notoriété, avec l'existence d'une fonderie d'antimoine au moulin du Bas-Coudray exploitée par la Compagnie des mines de La Lucette.

### Saint-Isle
Le Genest-Saint-Isle est constituée par la fusion des communes du Genest et de Saint-Isle depuis 1999.
À 12 km de Laval et 4 km de Loiron, son chef-lieu de canton, le petit bourg de Saint-Isle occupe le sommet d'une colline dont le versant descend jusqu'à la rivière le Vicoin. Il s'intègre au paysage du bocage mayennais et, depuis son association avec la commune voisine du Genest distante de 3 km, on oublie qu'il était la plus petite commune du département de la Mayenne. Son modeste territoire recouvre une superficie de 301 ha et la rivière le Vicoin constitue sa limite nord.
En 1696, Miroménil notait que les 3 métairies de la paroisse possédaient « de bonnes terres labourables ». Dans leur cahier de doléances de 1789, les habitants ne se plaignaient vraiment que « du tarif ou octroi de Laval qui les empêchait de vendre leurs denrées » ; ils soulignaient que leur paroisse « était un trop maigre sujet pour y borner leurs vœux » ; ils souhaitaient néanmoins être rattachés judiciairement à Laval et demandaient que  les sépultures soient gratuites, « à moins qu'il n'y ait cérémonie ».  La localité comptait 15 fermes en 1843. De nos jours, ses agriculteurs pratiquent la polyculture et l'élevage des bovins et des porcins. À Saint-Isle, comme dans toute la région de Loiron, le miel est reconnu d'excellente qualité.

### Géologie
La commune repose sur le bassin houiller de Laval daté du Culm, du Viséen supérieur et du Namurien (daté entre -346 et -315 millions d'années),.

### Climat
Pour des articles plus généraux, voir Climat des Pays de la Loire et Climat de la Mayenne.
En 2010, le climat de la commune est de type climat océanique altéré, selon une étude du CNRS s'appuyant sur une série de données couvrant la période 1971-2000. En 2020, Météo-France publie une typologie des climats de la France métropolitaine dans laquelle la commune est exposée à un climat océanique et est dans la région climatique  Bretagne orientale et méridionale, Pays nantais, Vendée, caractérisée par une faible pluviométrie en été et une bonne insolation. 
Pour la période 1971-2000, la température annuelle moyenne est de 11,1 °C, avec une amplitude thermique annuelle de 13,6 °C. Le cumul annuel moyen de précipitations est de 779 mm, avec 12,4 jours de précipitations en janvier et 7,2 jours en juillet. Pour la période 1991-2020, la température moyenne annuelle observée sur la station météorologique de Météo-France la plus proche, « Laval-Etronnier », sur la commune de Laval à 9 km à vol d'oiseau, est de 11,9 °C et le cumul annuel moyen de précipitations est de 757,1 mm,. Pour l'avenir, les paramètres climatiques de la commune estimés pour 2050 selon différents scénarios d'émission de gaz à effet de serre sont consultables sur un site dédié publié par Météo-France en novembre 2022.

## Urbanisme

### Typologie
Au 1er janvier 2024, Le Genest-Saint-Isle est catégorisée bourg rural, selon la nouvelle grille communale de densité à sept niveaux définie par l'Insee en 2022.
Elle est située hors unité urbaine. Par ailleurs la commune fait partie de l'aire d'attraction de Laval, dont elle est une commune de la couronne,. Cette aire, qui regroupe 66 communes, est catégorisée dans les aires de 50 000 à moins de 200 000 habitants,.

### Occupation des sols
L'occupation des sols de la commune, telle qu'elle ressort de la base de données européenne d’occupation biophysique des sols Corine Land Cover (CLC), est marquée par l'importance des territoires agricoles (94,3 % en 2018), en diminution par rapport à 1990 (95,7 %). La répartition détaillée en 2018 est la suivante : 
prairies (84,7 %), terres arables (6,1 %), zones urbanisées (4,7 %), zones agricoles hétérogènes (3,5 %), forêts (0,8 %), eaux continentales (0,3 %). L'évolution de l’occupation des sols de la commune et de ses infrastructures peut être observée sur les différentes représentations cartographiques du territoire : la carte de Cassini (XVIIIe siècle), la carte d'état-major (1820-1866) et les cartes ou photos aériennes de l'IGN pour la période actuelle (1950 à aujourd'hui).

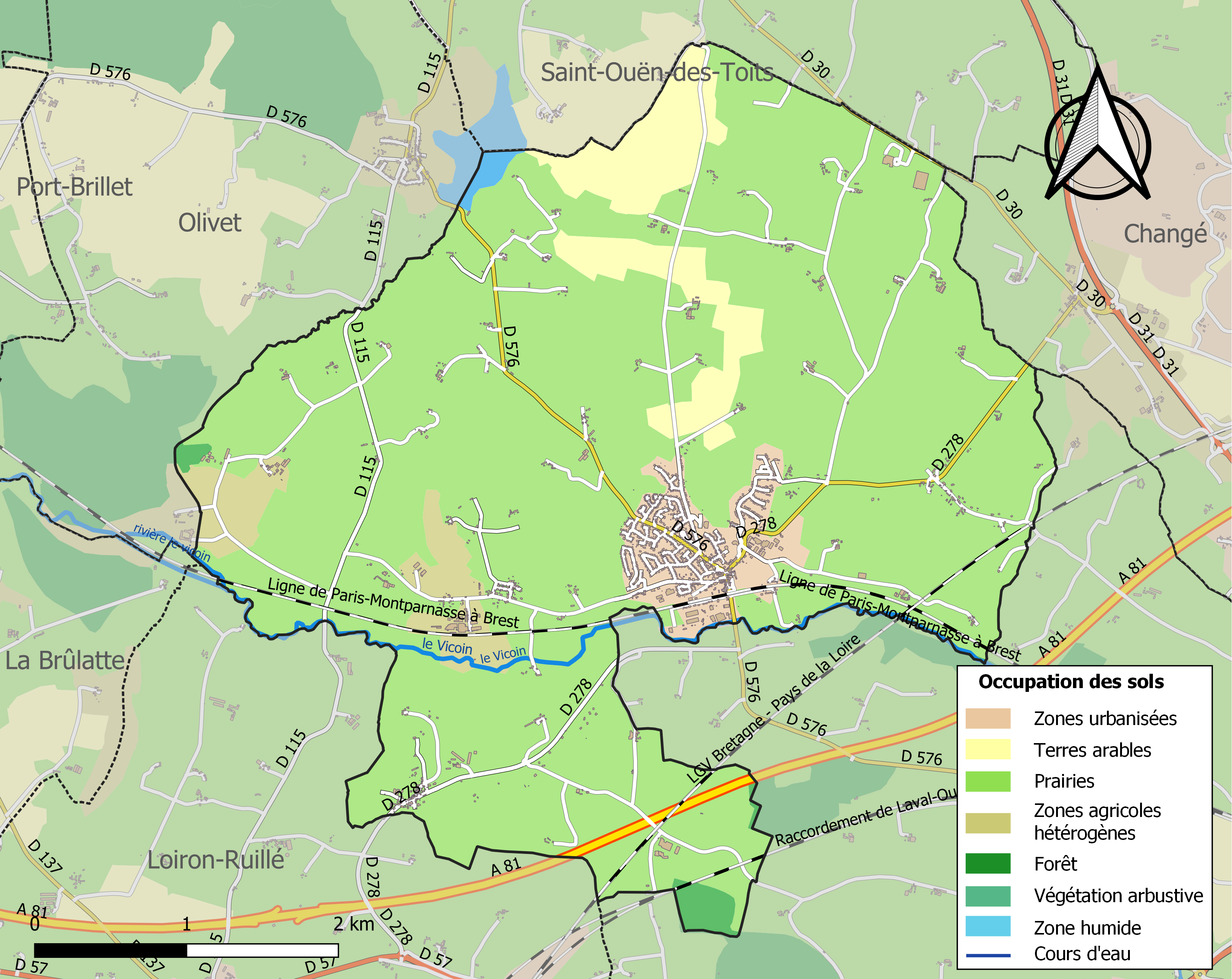
Carte des infrastructures et de l'occupation des sols de la commune en 2018 (CLC).

## Histoire

Armoiries : Tiercé en chevron : au premier d'azur aux trois fleurs de lys d'or mal ordonnées, au deuxième d'argent aux cinq mouchetures d'hermine de sable, au troisième de gueules au lion d'or.

La commune du Genest-Saint-Isle est issue de la fusion en 1972 de deux communes, Le Genest et Saint-Isle.

### Le Genest
Une borne milliaire du IVe siècle, dédiée à un empereur romain, a été découverte vers 1881 lors de la démolition de l'ancienne église. Utilisée au Moyen-Âge en remploi comme pierre à bâtir sous forme de deux tronçons, elle s'est «trouvée encastrée dans les angles de la façade de l'ancienne église» du Genest-Saint-Isle, comme l'explique l'abbé Angot dans son dictionnaire. Elle est « coupée en deux tronçons de 0,94 m et dédiée à Constance Chlore ». Elle porte l'inscription suivante, évidemment fragmentaire : « CCOR, CIVITAS CORIOSOLITUM ». L'abbé Angot signale qu'elle peut signaler le passage d'une voie romaine à travers le territoire de la paroisse. Son inscription figure dans l'Epigraphie de la Mayenne. Selon Jacques Naveau (1981) , les fragments de cette borne seraient conservés au Musée de Laval.
Le Genest est mentionné vers 1040, sous le nom de « C. de Genesto ». À cette époque, l'église appartenait à l'abbaye de La Couture. Au fil des siècles la localité s'est appelée « Presbytère de Gensto » vers 1130, « Prioratus de Genesta » en 1224 et Genest en 1433.
La terre et les fiefs du Genest relevaient du comté de Laval par la châtellenie d'Olivet: elle était redevable de quarante jours de garde à la Porte Peinte de Laval. La seigneurie connut aux XIe et XIIe siècles, une famille du Genest. Vers 1150, on découvre un Hugues du Genest qui voulut faire don d'une dîme, sur deux moulins et sur une maison de la paroisse (une dîme déjà donnée par son père, Hugues aux Bénédictins de La Couture du Mans), à l'abbaye de la Roë. Il se heurta évidemment à la très vive opposition des Bénédictins, et ce fut Guillaume de Passavant qui dut régler le litige créé par les mêmes prétentions des deux abbayes. Il attribua à chacun des établissements religieux la moitié de l'objet en litige. Héritier de Hugues, Jean de Méral « oublia » ce règlement et s'empara de tous les biens des abbayes. Il ne réussit qu'à se faire excommunier. Après avoir, bon gré mal gré, reconnu sa faute, il accepta de faire amende honorable. Les religieux de La Couture conservèrent leurs biens et ceux de La Roë reçurent « une compensation à Astillé ».
Avant le XVe siècle, et par alliance avec les Chéorchin, la terre du Genest était la propriété de la famille de Quatrebarbes. Gilles de Quatrebarbes en rendait aveu, en 1407, « pour son refoul du Genest et pour son droit d'usage dans la forêt de Concise ».
Pendant la tourmente révolutionnaire, la commune « montra une opposition courageuse aux mesures vexatoires du Directoire de Laval contre les prêtres et les religieuses d'école ». Elle fournit à Jean Chouan ses premières recrues qui vinrent, dans la nuit du 13 au 14 mai 1793, enlever une vingtaine de fusils dans une maison du bourg, À cette date, le maire fut emprisonné comme « aristocrate » et la municipalité « suspendue pour incivisme ».

### Saint-Isle
D'après l'abbé Angot, Saint-Isle  est « l'Illa Isla » qui figure dans la liste des « fondations supposées » de saint Thuribe. Ce lieu peut devoir son origine à l'existence d'une chapelle (ou oratoire) Saint-Avit fondée par l'ermite du même nom (dont le souvenir subsiste également au village de Saint-Avit à Brecé), avant l'établissement des religieux de La Roë et du prieuré-cure. Mentionné, vers 1130 et 1184, sous le nom de « Capella Sancti Aviti » (cartulaire de La Roë), l'agglomération s'est  appelée « Saint-Isle » en 1554 et « Saint-Avy » en 1628. De « Saint-Avit-de-l'Isle », elle est devenue tout simplement Saint-Isle. Propriété de l'abbé de Clermont, par son fief du Coudray relevant de Saint-Ouën-des-Toits, la seigneurie paroissiale devint un arrière-fief de Laval après l'annexion de Saint-Ouën par le comté.
Sous la tourmente révolutionnaire, les jeunes gens de la commune, rassemblés pour la levée du 8 mars 1793, suivent le mot d'ordre  donné dans toute la région en protestant qu'ils « ne veulent ni tirer ni partir, à moins que tous partent, exempts ou non ». Le 28 octobre 1793, les Vendéens viennent à Saint-Isle pour enlever la caisse du percepteur et ses rôles sans oublier de faire payer ceux qui étaient en retard. En janvier 1794, un détachement de La Gravelle arrive dans le bourg en nourrissant le dessein de descendre la cloche de Saint-Isle ; il repartira après avoir brisé la chaire et les bancs de l'église. Le 15 avril de la même année, Kléber fait fortifier le cimetière et le sanctuaire est doté de meurtrières afin de pouvoir abriter le détachement qui finit par aller se poster à La Gravelle, dès le 6 juin, après avoir vidé les caves.

### Les mines
Des mine de charbon sont exploitées de 1841 à 1925. Des mines d'or et d'antimoine sont également exploitées entre 1898 et 1954,,.

## Politique et administration

### Liste des maires
| Période                                               | Période      | Identité        | Étiquette | Qualité |
| ----------------------------------------------------- | ------------ | --------------- | --------- | --- |
| Les données manquantes sont à compléter.              |              |                 |           | |
| ca. 1911                                              | ?            | M. Davaux       |           | |
| ca. 1929                                              | ?            | Paul Ricou      |           | |
| ?                                                     | janvier 1951 | M. Découx       |           | Démissionnaire |
| janvier 1951                                          | mars 1959    | M. Guérot       |           | |
| ca. 1961                                              | ?            | M. Davost       |           | |
| Les données manquantes sont à compléter.              |              |                 |           | |
| mars 1971                                             | février 1972 | Roger Janvier   |           | Chef d'entreprise |
| 1972 : fusion des communes du Genest et de Saint-Isle |              |                 |           | |
| février 1972                                          | mars 2001    | Roger Janvier   |           | Chef d'entreprise, maire honoraire |
| mars 2001                                             | En cours     | Nicole Bouillon | DVD       | Gérante d'entreprise Conseillère générale (2004 → 2015) puis départementale (2015 → ) 2e vice-présidente de Laval Agglomération (2020 → ) |

## Population et société

### Démographie
L'évolution du nombre d'habitants est connue à travers les recensements de la population effectués dans la commune depuis 1793. Pour les communes de moins de 10 000 habitants, une enquête de recensement portant sur toute la population est réalisée tous les cinq ans, les populations de référence des années intermédiaires étant quant à elles estimées par interpolation ou extrapolation. Pour la commune, le premier recensement exhaustif entrant dans le cadre du nouveau dispositif a été réalisé en 2004.
En 2022, la commune comptait 2 127 habitants, en évolution de −0,19 % par rapport à 2016 (Mayenne : −0,73 %, France hors Mayotte : +2,11 %).
Le Genest a compté à lui seul 915 habitants en 1726, 1079 en 1803, 1082 en 1841, 1008 en 1871 et 1048 en 1908. On recensait à Saint-Isle 91 habitants en 1972 contre 165 en 1726, 188 en 1831, 176 en 1841 (date à laquelle 35 habitants de la commune voisine de Saint-Berthevin (Mayenne) lui étaient rattachés). 130 en 1891 et 200 en 1906 avec « la population flottante des mineurs ».
| 1793  | 1800 | 1806  | 1821  | 1831  | 1836  | 1841  | 1846  | 1851  |
| ----- | ---- | ----- | ----- | ----- | ----- | ----- | ----- | ----- |
| 1 100 | 830  | 1 040 | 1 060 | 1 072 | 1 082 | 1 056 | 1 073 | 1 034 |

| 1856  | 1861 | 1866  | 1872 | 1876 | 1881 | 1886 | 1891 | 1896 |
| ----- | ---- | ----- | ---- | ---- | ---- | ---- | ---- | ---- |
| 1 026 | 976  | 1 008 | 944  | 955  | 884  | 817  | 832  | 823  |

| 1901 | 1906  | 1911  | 1921 | 1926  | 1931 | 1936 | 1946 | 1954 |
| ---- | ----- | ----- | ---- | ----- | ---- | ---- | ---- | ---- |
| 938  | 1 048 | 1 276 | 968  | 1 000 | 905  | 757  | 717  | 833  |

| 1962 | 1968 | 1975  | 1982  | 1990  | 1999  | 2004  | 2006  | 2009  |
| ---- | ---- | ----- | ----- | ----- | ----- | ----- | ----- | ----- |
| 847  | 777  | 1 231 | 1 664 | 1 877 | 1 907 | 2 030 | 2 036 | 2 024 |

| 2014  | 2019  | 2022  | - | - | - | - | - | - |
| ----- | ----- | ----- | - | - | - | - | - | - |
| 2 129 | 2 134 | 2 127 | - | - | - | - | - | - |

## Économie
La commune a abrité d'importants gisements d'antimoine, parmi les plus importants au monde, et d'or, exploités aux XIXe et XXe siècles par la Compagnie des mines de La Lucette
Le gisement est découvert en 1891 puis exploité de 1898 à 1934 sous la direction d'un ingénieur métallurgiste, Henri Herrenschmidt et par la Compagnie des mines de La Lucette, créée en 1898 par la banque Mirabaud et Cie,. La compagnie voit sa production décoller entre 1904 et 1914, car en 1903, la découverte que la stibine du gisement est fréquemment aurifère provoque l'accélération de l'extraction, sous la direction de Pierre Theuriot, ex-directeur de la Compagnie du Boléo, exploitant du cuivre en Basse-Californie, au Mexique.
La Compagnie des mines de La Lucette a ainsi produit 2,7 millions de francs-or en 1909 et 10 000 à 12 000 tonnes d'antimoine. Une augmentation de capital, créé 40 000 actions, donnant droit à 44 % des bénéfices. En 1908, les mines de la société fournissent en produits antimoniés le quart de la production mondiale. Sur les seules mines de la Lucette, la compagnie a extrait 1910 environ 7 600 tonnes de minerai d'antimoine et 740 kg d'or pur. La rentabilité de ces quelques années d'exception a permis de racheter d'autres mines, en Métropole et en Algérie, un peu avant et après la Première Guerre mondiale. Le gisement de Mayenne décline après la fin de celle-ci et ses mines seront abandonnées depuis 1934.

## Culture locale et patrimoine

### Lieux et monuments

#### Églises

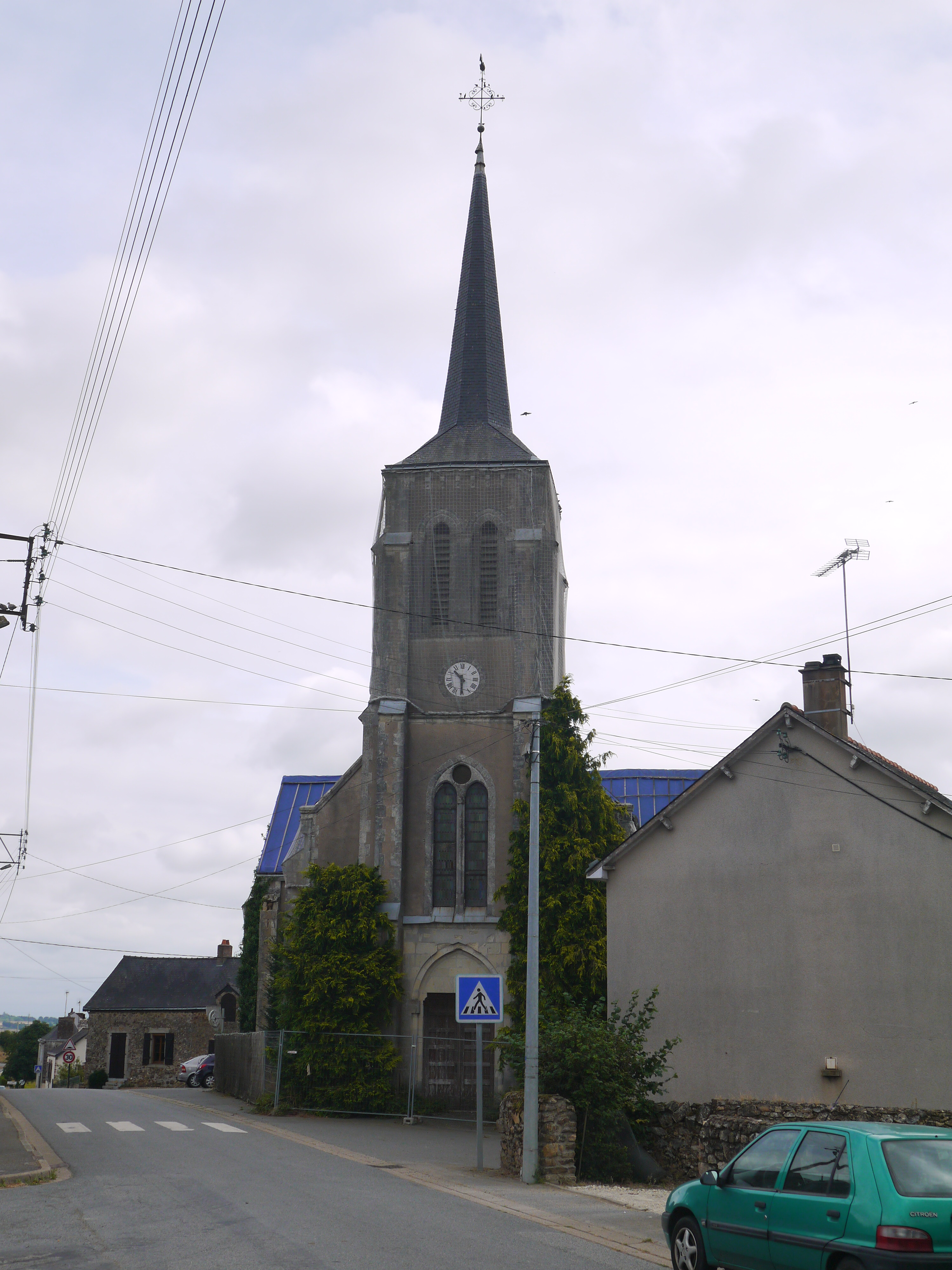
L'église de Saint-Isle, rasée en 2023.

- L'église du Genest, de style néo-gothique, fut reconstruite en 1881. Ses travaux s'élevèrent à 70 143 francs, une somme qui ne put être réunie que grâce à un don considérable de l'ancien vicaire de la paroisse, M. Guyon. Tenté une première fois, le jeudi 15 février 1906, son inventaire ne put avoir lieu, Ce jour-là, l'agent préposé à cette besogne rencontra « l'opposition ferme des paroissiens ». Après la protestation du curé, on raconte que cet agent eut la bonne idée « de chanter des cantiques avec les fidèles ». Il reçut de la préfecture un ordre de surseoir à l'inventaire, congédia les gendarmes et regagna la gare par des chemins détournés. Il revint au Genest le lundi 19 février, « fit enfoncer la porte et fit son semblant d'inventaire, chapeau sur la tête ».
- L'église actuelle de Saint-Isle a remplacé, en 1872 un édifice dédié à saint Avit. Elle coûta dit-on 32 000 francs et endetta la commune pour un montant de 5 000 francs. Son inventaire eut lieu le 12 février 1906.  Il rassembla une soixantaine de manifestants soit la moitié de la bourgade et 15 gendarmes qui occupèrent l'édifice dès son ouverture ! « M. le curé et ses fabriciens refusèrent de se prêter en rien à l'inventaire ». En 2005, son accès est interdit car jugé dangereux[27]. Elle est finalement détruite en février 2023[28],[29].

Les extrémités sud et est de la commune sont coupées par la ligne LGV Bretagne-Pays de la Loire.

#### Autres monuments
- Menhir de Painchaud

### Personnalités liées à la commune
- Famille Hardy.
- Suzanne Sens (1930-2023), auteure de littérature pour la jeunesse française.

### Héraldique
| Blason de Le Genest-Saint-Isle | Blason  | D’azur, à un besant accompagné en chef de deux trèfles, le tout d’or ; au chef d’argent, à une aigle issante de gueules, becquée d’azur. |
| Blason de Le Genest-Saint-Isle | Détails | L’azur et les deux trèfles rappellent le blason du seigneur Véron qui possédait les fiefs de l’Esnaudière sur le Genest et du Cormier sur Saint-Isle. Son blason exact est “d’azur au chevron accompagné en chef de deux trèfles et un pointe d’un brochet surmonté d’un trèfle, le tout d’or”. La reprise intégrale du blason de seigneur étant interdite pour les municipalités, il suffit d’en emprunter un ou plusieurs éléments. L’azur image aussi les nombreux cours d’eau et étangs qui parsèment le territoire communal dont le Vicoin qui séparait autrefois les deux anciennes communes. Le besant, qui représente les anciennes pièces d’or de Byzance, symbolise les anciennes mines d’or de la commune. Le chef est partiellement la reprise du blason du seigneur d’Andigné qui avait le fief du Maineuf. Son blason exact est “d’argent à trois aigles de gueules, onglées , becquées et membrées d’azur”. L’observation faite pour le seigneur de Véron est valable ici aussi. Les ornements sont deux deux gerbes de blé d’or, mises en sautoir par la pointe et liées d’azur afin d’honorer l’activité agricole. Le listel d'argent porte le nom de la commune en lettres majuscules de sable. La couronne de tours dit que l’écu est celui d’une commune ; elle n’a rien à voir avec des fortifications. Le statut officiel du blason reste à déterminer. |